# Erigeron nauseosus
Erigeron nauseosus là một loài thực vật có hoa trong họ Cúc. Loài này được (M.E.Jones) A.Nelson mô tả khoa học đầu tiên năm 1904.